# Stora Örtjärnen (Rengsjö socken, Hälsingland)
Stora Örtjärnen är en sjö i Bollnäs kommun i Hälsingland och ingår i Norralaåns huvudavrinningsområde. Sjön är 15,1 meter djup, har en yta på 0,127 kvadratkilometer och befinner sig 191,7 meter över havet.

## Delavrinningsområde
Stora Örtjärnen ingår i det delavrinningsområde (681267-154744) som SMHI kallar för Mynnar i Norralaån. Medelhöjden är 205 meter över havet och ytan är 4,79 kvadratkilometer. Det finns inga avrinningsområden uppströms utan avrinningsområdet är högsta punkten. Vattendraget som avvattnar avrinningsområdet har biflödesordning 2, vilket innebär att vattnet flödar genom totalt 2 vattendrag innan det når havet efter 27 kilometer. Avrinningsområdet består mestadels av skog (94 procent). Avrinningsområdet har 0,13 kvadratkilometer vattenytor vilket ger det en sjöprocent på 2,7 procent.